# Zimbabwe na Letnich Igrzyskach Olimpijskich 2000
Zimbabwe na Letnich Igrzyskach Olimpijskich 2000 reprezentowało 16 zawodników, 11 mężczyzn i 5 kobiet.

## Skład kadry

### Lekkoatletyka
Mężczyźni
- Tawanda Chiwira

bieg na 400 m (odpadł w 1 rundzie eliminacji)
sztafeta 4x400 (odpadła w 1 rundzie eliminacji)
- Philiph Mukomana

bieg na 400 m (odpadł w 1 rundzie eliminacji)
sztafeta 4x400 (odpadła w 1 rundzie eliminacji)
- Crispen Mutakanyi

bieg na 800 m (odpadł w 1 rundzie eliminacji)
sztafeta 4x400 (odpadła w 1 rundzie eliminacji)
- Ken Harnden

bieg na 400 m przez płotki (odpadł w 1 rundzie eliminacji)
sztafeta 4x400 (odpadła w 1 rundzie eliminacji)
- Iain Harnden

bieg na 400 m przez płotki (odpadł w 1 rundzie eliminacji)
- Tendai Chimusasa

maraton (9. miejsce)
Kobiety
- Julia Sakara

bieg na 1500 m (odpadła w 1 rundzie eliminacji)
- Samukeliso Moyo

bieg na 5000 m (odpadła w 1 rundzie eliminacji)

### Pływanie
Mężczyźni
- Glen Walshaw

100 m stylem dowolnym (odpadł w eliminacjach)
200 m stylem dowolnym (odpadł w eliminacjach)
Kobiety
- Kirsty Coventry

50 m stylem dowolnym (odpadła w eliminacjach)
100 m stylem dowolnym (odpadła w eliminacjach)
100 m stylem grzbietowym (odpadła w eliminacjach)
200 m stylem zmiennym (odpadła w eliminacjach)
- Mandy Leach

200 m stylem dowolnym (odpadła w półfinale)

### Skoki do wody
Mężczyźni
- Evan Stewart

trampolina - 3 m (38. miejsce)

### Tenis ziemny
Mężczyźni
- Kevin Ullyett

gra pojedyncza (odpadł w 2 rundzie)
gra podwójna partner Wayne Black (odpadli w 1 rundzie)
- Wayne Black

gra pojedyncza (odpadł w 1 rundzie)
gra podwójna partner Kevin Ullyett (odpadli w 1 rundzie)
Kobiety
- Cara Black

gra pojedyncza (odpadła w 1 rundzie)

### Triathlon
Mężczyźni
- Mark Marabini

nie ukończył